# Louis Bonaparte
Louis Bonaparte (på nederländska Lodewijk Napoleon), ursprungligen Luigi Napoleone Buonaparte, född 2 september 1778 i Ajaccio, död 25 juli 1846 i Livorno var son till Carlo Buonaparte och Laetitia Ramolino samt yngre bror till Napoleon I. Känd som Ludvig av Holland när han var kung där 1806-1810.

## Biografi

### Tidigt liv
Efter sin fars död 1785 uppfostrades han av sin bror Napoleon. Han flyttade till franska fastlandet 1791, där han lärde sig franska -hans modersmål var ursprungligen italienska
Louis följde med sin bror 1796-1797 på hans fälttåg i Italien och 1798-1799 i Egypten.
Till Napoleons tillfredsställelse visade han anmärkningsvärt mod och energi i flera strider. Han kände dock ingen entusiasm för krigaryrket och avskydde våldet, plundringarna och förödelsen.
1802 tvingade Napoleon honom att gifta sig med hans styvdotter, Hortense de Beauharnais. Äktenskapet blev mycket olyckligt. Louis, som beskrivs som fet, plattfotad och inbillningssjuk, hyste inga som helst känslor för sin hustru, utan föredrog skådespelerskorna vid Comédie Française. Efter bröllopet steg dock Louis i graderna, utnämndes 1804 till general och blev 1805 guvernör över Paris.

### Kung av Holland
Den 24 maj 1806 blev han mot sin vilja av Napoleon utsedd till kung i det för honom instiftade Kungariket Holland, en uppgift som Louis kände sig långt ifrån mogen för. Hans hälsa var bräcklig och hans reumatism tvingade honom till återkommande kurortsbehandlingar.
Emellertid föresatte han sig att göra sitt bästa för sitt nya fosterland. Oväntat nog mötte  han inte mycket motstånd, då holländarna insåg att alternativet till den nye kungen var ett tvångsvis införlivande med Frankrike. Man hoppades att landet i mycket skulle få behålla sin självständighet.
Louis försökte lära sig språket, han reste runt i landet och visade stort intresse för lokala problem. Han vann mycket sympati hos befolkningen för sitt engagemang vid flera olyckor som epidemier, översvämningar och framförallt efter en stor explosionsolycka i Leiden 1807. Han visade stor handlingskraft och deltog i det organiserade hjälparbetet med fara för sitt eget liv och hälsa. När han vid ett senare tillfälle uttryckte förhoppningen att holländarna en dag skulle glömma att han inte var född i landet, svarade en gammal man: "Det glömde vi redan vid Leiden".
Louis tog också initiativ till många inhemska reformer. Han moderniserade rättsväsendet, avskaffade tortyr och tvångsarbete samt främjade kulturen. Han tog initiativ till vad som senare blev Rijksmuseum i Amsterdam. Religiösa minoriteter, som judar och katoliker, fick större rättigheter. Louis önskade vara en upplyst men dock absolut furste.
För att skapa enhet i landet och binda framstående medborgare till tronen, instiftade han Nederländernas första riddarorden "Orde van de Unie". Den blev en stor framgång.
Han var dock inte odelat populär i Nederländerna. Hans förkärlek för kunglig lyx sågs inte med blida ögon av de fattiga holländarna. Man gjorde sig också lustig över hans språksvårigheter. När han på holländska med fransk accent försökte säga "Jag är Kung av Holland" uttalade han i stället för "Kung" (NL Koning) ordet för "kanin" (NL konijn): "Iek ben  konijn van Olland". Slutligen visste också holländarna att Louis i princip förväntades följa order från sin bror Napoleon.
Louis satte sig upp mot Napoleon på så sätt att han försökte föra en självständig handelspolitik, vilket gagnade Holland finansiellt, men hans politik saboterade kontinentalsystemet. Han motsatte sig också att Nederländerna skulle skicka soldater till Napoleons arméer. Napoleon var också missnöjd hur Louis bemött ett invasionsförsök från Storbritannien, varför han i stället satte in Bernadotte som armébefälhavare i Nederländerna. 
Till slut tröt Napoleons tålamod och han sände då trupper till Holland, Louis abdikerade den 1 juli 1810 och landet införlivades med Frankrike. Louis levde sedan under namnet greven av Saint-Leu i Graz, där han tillbringade tiden med att skriva melankolisk poesi.

### Senare liv
1814 återvände han till Paris, men var från 1815 bosatt i Italien, där han ägnade sig åt litterära verksamhet, varav hans historiska arbeten ännu idag har ett visst värde. Bland hans skrifter märks Marie ou les peines de l'amour (roman 3 band, 1800) och Documents historiques et réflexions sur le gouvernement de la Hollande (3 band, 1820).

## Barn
1. Napoleon Charles (1802-1807)
2. Charles Napoléon Louis (1804-1831), gift med sin kusin Charlotte, dotter till Joseph Bonaparte
3. Charles Louis Napoleon (1808-1873), sedermera kejsar Napoleon III - dennes äkta börd har dock ifrågasatts.